# فولکه وسن
فولکه وسن (انگلیسی: Folke Wassén؛ ۱۸ آوریل ۱۹۱۸ – ۲۲ اکتبر ۱۹۶۹ (aged 51)) قایقران قایق بادبانی اهل سوئد بود.